# Ажетмо
Ажетмо (фр. Hagetmau) — коммуна на юго-западе Франции в департаменте Ланды (регион Аквитания).

## География
Коммуна расположена в центре терруара Шалосс; по её территории протекает река Лу, приток реки Адур.
Железнодорожный вокзал в Ажетмо является конечным пунктом ветки Сен-Север — Ажетмо, которая в настоящее время используется только для грузовых перевозок.

## Экономика
Ажетмо славится долгими традициями производства стульев и кресел. Здесь были открыты несколько фабрик. В 1994 году в этом секторе производства имелось 2000 постоянных рабочих мест (всего — 3500 мест).

## Достопримечательности
- Крипта святого Жирона украшенная колоннами с капителями — всё что осталось от аббатства Сен-Жирон, разрушенного в начале XX века. В IV веке здесь был погребён святой Жирон.
- Церковь аббатства Сен-Мари-Мадлен.
- Муниципальная библиотека.
- Спортивный комплекс (под названием La cité verte), в частности олимпийский плавательный бассейн.
- Район озёр Алько в нескольких километрах юго-западнее города — прогулки на природе и организованная рыбалка (проводится множество соревнований по рыбной ловле).
- В нескольких километрах расположено озеро Ажес, более крупное по своему размеру (около 75 га), очень рыбное, но не так хорошо обустроенное, как Алько.

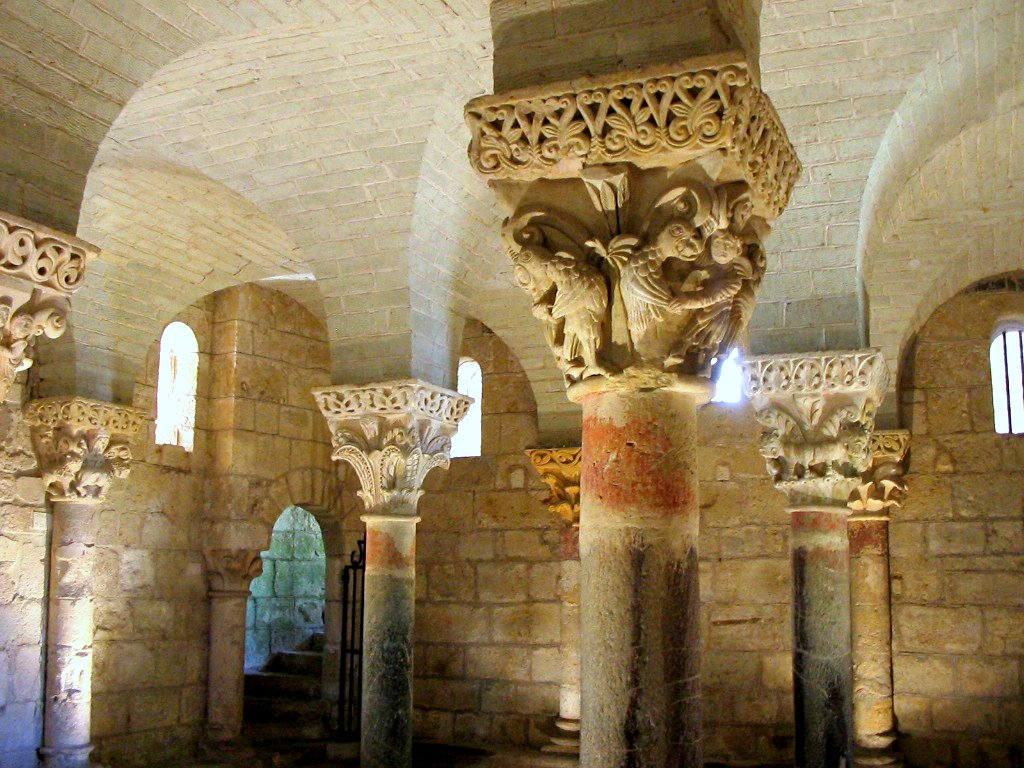
Крипта святого Жирона.
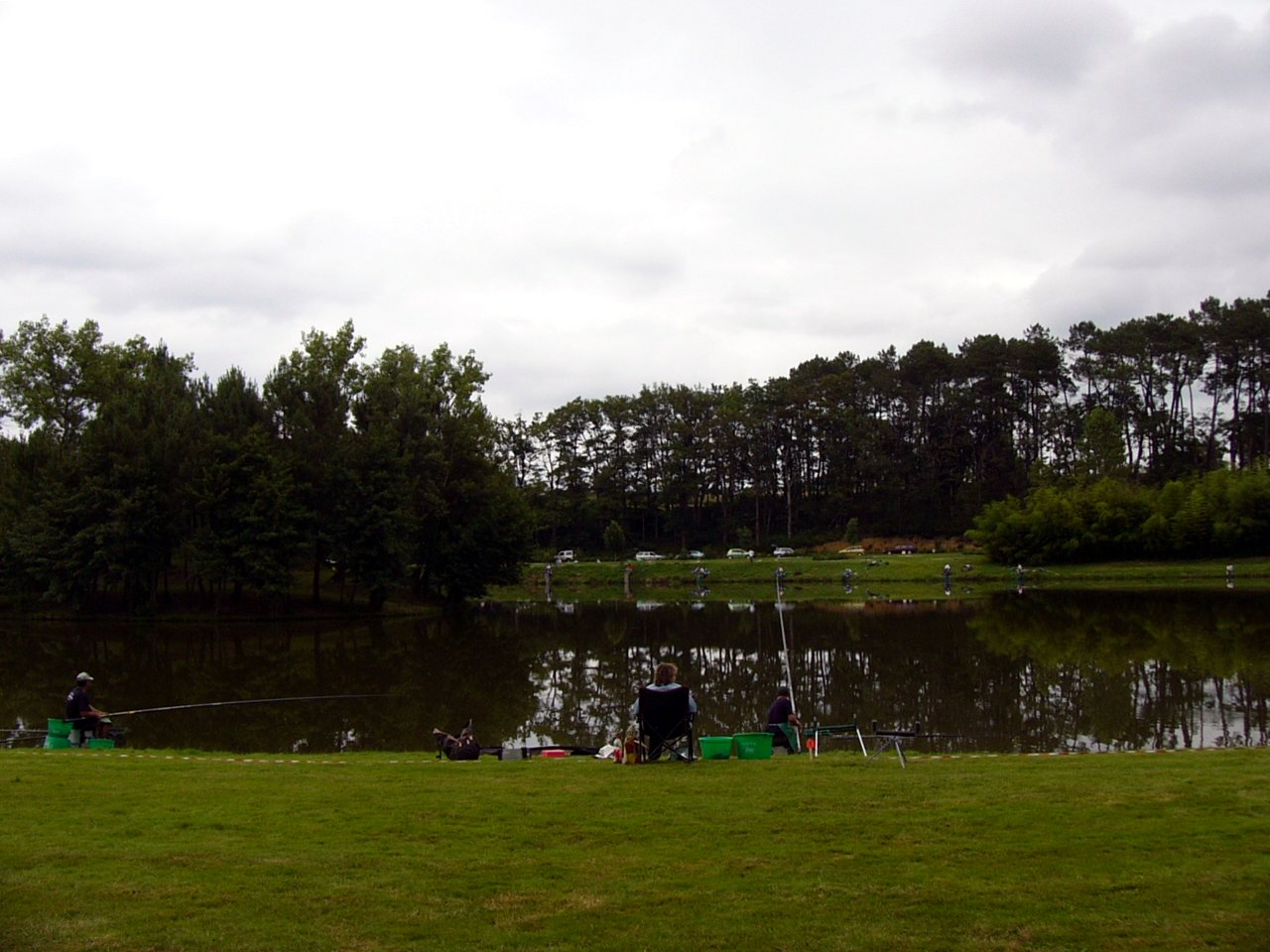
Озеро Алько.
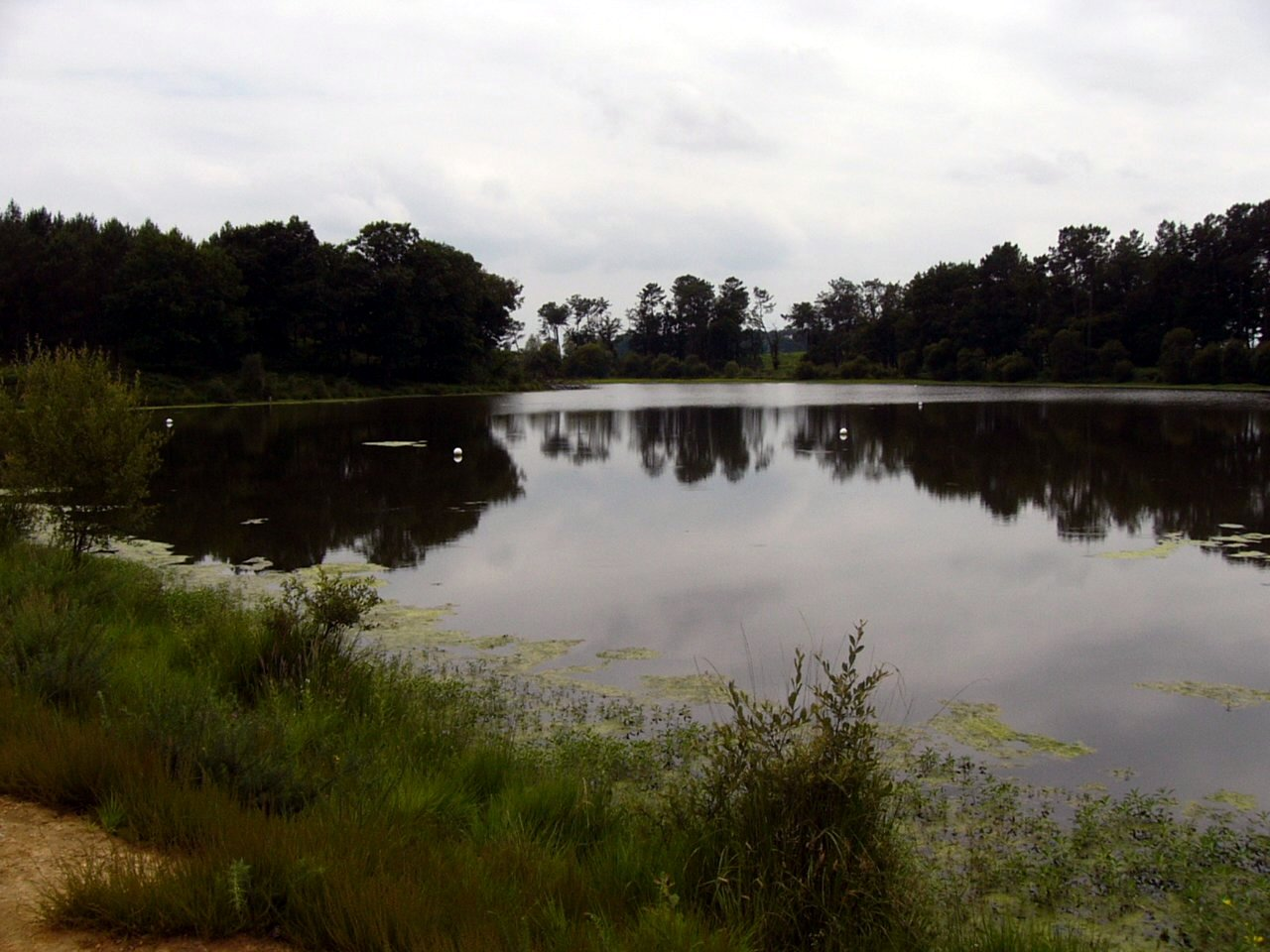
Озеро Ажес.

## Известные личности, связанные с городом
- Официальная фаворитка короля Наварры Генриха III, будущего короля Франции Генриха IV, Диана д’Андуан, прозванная красавица Коризанда (фр. la belle Corisande), родилась в шато Ажетмо в 1554 году.
- Король Наварры Генрих II скончался в 1555 году в Ажетмо в ходе своего паломничества к святому Жирону, покровителю города.
- Уроженцем Ажетмо является французский политик Паскаль Дюпра, убеждённый республиканец, находившийся в жёсткой оппозиции к Наполеону III, за что был выслан из Франции.
- В Ажетмо родился французский философ и социолог Анри Лефевр, автор труда «Критика повседневной жизни».